# Bernard Bacquié
Bernard Bacquié (Tolosa, 6 novembre 1945) è un aviatore francese è uno storico dell'aviazione francese, romanziere e conferenziere. Si è specializzato nella storia delle linee Latécoère e Aéropostale. Ha lavorato anche sulla storia degli aerei Leduc aiutando il pilota collaudatore Jean Sarrail a pubblicare la sua autobiografia. Bernard Bacquié ha condotto una carriera professionale nel campo dell'aeronautica, come pilota di linea e istruttore di pilota di linea presso diverse compagnie aeree e come creatore di una scuola di pilotaggio.
Si è laureato all'ENAC.
Bernard Bacquié detiene la Médaille de l'Aéronautique.

## Opere
- Systèmes autonomes de bord, INFRA, 1973.
- Aérotechnique du Pilote privé, NFRA, 1976.
- (FR) Bernard Bacquié, Pierre Georges Latécoère : l'entrepreneur de la ligne, vol. 1, Latécoère, impr. 2007, ISBN 978-2-9528853-1-7, OCLC 470777562.
- (FR) Bernard Bacquié, L'Amérique & l'aéropostale, Latécoère, 2007, ISBN 978-2-9528853-2-4, OCLC 211533444..
- Un destin austral, la saga d’un mécano de Saint-Exupéry devenu chauffeur d’Eva Perón, roman, Éditions Latérales, 2009. ISBN 978-2-9534507-0-5
- Fortunes de sable. Aviateurs de l’Aéropostale en Afrique saharienne, roman, prefazione di Diane Tell, Éditions Latérales, 2010. ISBN 978-2-9534507-1-2
- Les Hommes de la Légende, graphiste Laurent Abad, Éditions Latérales, 2011. ISBN 978-2-9534507-2-9
- (Con Jean Sarrail) Envols vers l'inconnu - Jean Sarrail jusqu'au bout pilote d'essais des Leduc, Éditions Latérales, 2012. ISBN 978-2-9534507-3-6
- Un pilote austral, A. de Saint-Exupéry [6] · [7], Éditions Latérales, 2013. ISBN 978-2-9534507-4-3
- Des héros sans importance du Bomber Command et de la résistance toulousaine, Éditions Latérales, 2014. ISBN 978-2-9534507-5-0
- Saint-Ex au Maroc [8] · [9], prefazione di Chakib Benmoussa, ambassadeur du Maroc en France, et de François d'Agay, neveu et filleul d'Antoine de Saint-Exupéry, Éditions Latérales, 2015. ISBN 978-2-9534507-6-7
- Mermoz, ses vols, la vérité, Éditions Latérales, 2016. ISBN 978-2-9534507-7-4. Prix Latécoère 2017 de l'Académie des Jeux Floraux
- Guillaumet le passeur, Air France transatlantique, Éditions Latérales, 2017. ISBN 978-2-9534507-8-1
- Saint-Exupéry, ses combats, Éditions Latérales, 2018. ISBN 978-2-9534507-9-8
- Dieudonné Costes, le héros oublié, Éditions Latérales, 2019. ISBN 978-2-9567132-0-3
- (Con René Angel) Deley et Vachet, piliers de la Ligne, Éditions Latérales, 2020. ISBN 978-2-9567132-1-0
- Maurice Noguès vers l’Asie avec la nuit, Éditions Latérales, 2021.
- (Con Louis Bassères) Latécoère Bouilloux-Lafont Duel sur tapis vert, Éditions Latérales, 2022.